# 1139 (عدد)
 1139 هو عدد صحيح، يلي العدد 1138 ويسبق العدد 1140.

## في الرياضيات

### خصائص
- عدد طبيعي.[3]
- عدد فردي.[4][5]

- عدد موجب،[6] السالب منه هو - 1139.[7]

## في التاريخ
- 1139 هـ هي سنة في التقويم الهجري.
- هي سنة 1139 م في التقويم الميلادي.

## وصلات خارجية
الأعداد الصاتمة، ديوان اللغة العربية.